# Сергиевская (Вологодская область)
Сергиевская — деревня в Тарногском районе Вологодской области.
Входит в состав Маркушевского сельского поселения, с точки зрения административно-территориального деления — в Раменский сельсовет.
Расположена при автодороге А123. Расстояние до районного центра Тарногского Городка по автодороге — 44 км, до центра муниципального образования Заречья по прямой — 20 км. Ближайшие населённые пункты — Дор-Сухонский, Раменье, Монастырская.
По переписи 2002 года население — 143 человека (69 мужчин, 74 женщины). Преобладающая национальность — русские (99 %).